# 松尾守治
松尾 守治（まつお もりじ / もりはる、1892年（明治25年）10月9日 - 1973年（昭和48年）8月19日）は、大正から昭和期の土木技術者、内務技官、政治家。山口県下関市長。旧姓・市川。

## 経歴
山口県で市川直彦の七男として生まれ、松尾琢三（衆議院議員松尾寅三の長男、馬関電灯取締役）の養子となる。1913年（大正2年）旧制第三高等学校を卒業。1917年（大正6年）九州帝国大学工科大学土木工学科を卒業。一年志願兵として入隊した。
1919年（大正8年）内務省に入省し、下関土木出張所、神戸土木出張所で勤務。1924年（大正13年）欧米に出張し港湾施設を視察。帰国後、下関土木出張所に配属され、下関港、門司港の修築工事を担当した。1929年（昭和4年）博多港修築工事の起工に伴い初代博多港工事事務所長に就任し、1942年（昭和17年）最後の下関土木出張所長に転じた。1943年（昭和18年）初代運輸通信省第四港湾建設部長に就任し、1945年（昭和20年）に退官した。
1946年（昭和21年）3月、山口県下関市長に就任し、1951年（昭和26年）3月まで2期在任し、復興事業の実施、行政組織の改編、新制中学校8校の開校など、下関市の戦後復興に尽力した。
初代の洞海港務局委員長（1955-64年）に就任し、また、福岡建設専門学校の開設に係わり、下関市立図書館へ寄付と蔵書の寄贈により松尾文庫を設けた。

## 人物
趣味は運動、囲碁、釣魚。宗教は黄檗宗。

## 伝記
- 松尾守治氏を偲ぶ編集委員編『松尾守治氏を偲ぶ』温古会、1974年。